# Leutersdorf (Saksonia)
Leutersdorf – miejscowość i gmina w Niemczech, w kraju związkowym Saksonia, w okręgu administracyjnym Drezno, w powiecie Görlitz.

## Historia
Miejscowość po raz pierwszy wzmiankowana w 1347, po tym jak w 1346 wraz z pobliską Żytawą przeszła z piastowskiego księstwa jaworskiego do Królestwa Czech, którego częścią pozostawała do 1849, gdy przeszła pod panowanie Saksonii, by w 1871 stać się częścią Niemiec.